# Thomisus ilocanus
Thomisus ilocanus là một loài nhện trong họ Thomisidae.
Loài này thuộc chi Thomisus. Thomisus ilocanus được Alberto Barrion & James A. Litsinger miêu tả năm 1995.